# Truth (chanson de Chingiz)
Pour les articles homonymes, voir Truth.
Chansons représentant l'Azerbaïdjan au Concours Eurovision de la chanson
X My Heart
(2018) Cleopatra
(2020)
Truth (« vérité » en anglais) est une chanson de Chingiz, sélectionnée pour représenter l'Azerbaïdjan au Concours Eurovision de la chanson 2019.

## Concours Eurovision de la chanson
La chanson Truth représentera l'Azerbaïdjan au Concours Eurovision de la chanson 2019, à Tel Aviv en Israël, après que celle-ci et son interprète Chingiz ont été choisis par le télédiffuseur national azéri. Elle est intégralement interprétée en anglais, comme la règle du Concours le permet depuis 1999.
Il a été révélé par tirage au sort le 28 janvier 2019 que la chanson allait participer à la seconde demi-finale du Concours, le jeudi 16 mai 2019, dans la seconde moitié. Il a par la suite été déterminé que la chanson fut la dix-huitième et dernière de la soirée à être présentée.  Il s'y classe 5e avec 224 points et se qualifie ainsi pour la finale, où il finit 8e avec 302 points.

## Liste des pistes
| 1. | Truth (Radio Edit) | 3:29 |